# Tré Cool
 (juillet 2012).
Si vous disposez d'ouvrages ou d'articles de référence ou si vous connaissez des sites web de qualité traitant du thème abordé ici, merci de compléter l'article en donnant les références utiles à sa vérifiabilité et en les liant à la section « Notes et références ».
Pour les articles homonymes, voir Tré et cool.
Tré Cool, de son vrai nom Frank Edwin Wright III, né le 9 décembre 1972 à Francfort-sur-le-Main en Allemagne de l'Ouest, est un musicien américain. Il est le batteur du groupe de punk rock Green Day depuis 1991, en remplacement de l'ancien batteur du groupe John Kiffmeyer. Il a aussi joué avec Samiam, The Lookouts, The Network et Foxboro Hot Tubs.

## Biographie
Alors que Tré Cool n'a que 14 ans, son père, pilote d'avion pendant la Guerre froide, décide de faire construire une maison à Willits, en Californie, afin que ses enfants soient en sécurité. C'est là que Tré sympathise avec son voisin, Larry Livermore, qui lui donne le surnom « Tré Cool » après avoir entendu un Français lui dire : « ce mec est très cool ». Il découvre le punk rock et la batterie.
Tré Cool rejoint son premier groupe punk appelé The Lookouts à l'âge de 12 ans, avec lequel il se produit dans quelques clubs californiens.
C'est juste avant la sortie du deuxième album de Green Day, Kerplunk!, qu'il en devient membre, remplaçant l'ancien batteur Al Sobrante (John Kiffmeyer de son vrai nom).
Il a été marié deux fois (la première fois avec Lisea Lyons en mars 1995, ensuite avec Claudia en mai 2000) et a divorcé deux fois. Il a deux enfants ; Ramona (née le 12 janvier 1995) et Frankito (né en 2001), un de chaque mariage. Une rumeur affirme par ailleurs que Tré aurait eu une aventure avec l'actrice Winona Ryder en 2005. En avril 2011, Tré annonce sur son compte Facebook qu'il a demandé sa petite amie, prénommée Dena, en mariage. Mais finalement, le couple a rompu ses fiançailles et s'est donc séparé. 
Tré possède une excellente technique qui lui permet de jouer des grooves extrêmement rapides. De plus, on peut constater, lorsque le groupe joue Homecoming en live, que Tré chante tout en continuant en même temps à jouer de la batterie. Il a d'ailleurs été souvent récompensé par les magazines spécialisés (il a été nommé « batteur de l'année 2004-2005 » par Drum Magazine et élu meilleur batteur de tous les temps depuis John Bonham par Rock&Folk ).
Il joue également de la guitare et de l'accordéon.

### Matériel
Tré a utilisé les batteries de différentes marques. Il utilise actuellement une batterie Gretsch (Uno, Dos, Trè) et des cymbales Zildjian. Dans le passé, Tré  a utilisé les batteries construites par DW (Drum Workshop)(Dookie, Insomniac), Ayotte (Nimrod), Slingerland (Warning:), Sherwood, Ludwig (American Idiot) et Leedy (21st Century Breakdown) . Il a des baguettes Zildjian signatures. Aujourd'hui Tré utilise une batterie Gretsch USA Custom. Le 1er janvier 2014, Tré annonce une alliance avec le fabricant de percussions SJC drums.